# Хамза аль-Дардур
Хамза аль-Дардур (араб. حمزة الدردور; *нар. 12 травня 1991, Ар-Рамта) — йорданський футболіст, нападник саудівського клубу «Аль-Халідж» і національної збірної Йорданії.

## Клубна кар'єра
У дорослому футболі дебютував 2007 року виступами за команду клубу «Аль-Рамта», в якій провів шість сезонів, взявши участь у 56 матчах чемпіонату. У складі У складі був одним з головних бомбардирів команди, маючи середню результативність на рівні 0,38 голу за гру першості.
Своєю грою за цю команду привернув увагу представників тренерського штабу клубу «Шабаб Аль-Ордон», у складі якого провів на умовах оренди частину 2009 року.
У 2012 році був орендований саудівським клубом «Наджран», у складі якого провів наступний рік своєї кар'єри гравця. Більшість часу, проведеного у складі «Наджрана», був основним гравцем атакувальної ланки команди. В новому клубі був серед найкращих голеодорів, відзначаючись забитим голоммайже у кожній другій грі чемпіонату.
До складу іншого саудівського клубу «Аль-Халідж» приєднався 2014 року також на орендних умовах. Відтоді встиг відіграти за саудівську команду 9 матчів в національному чемпіонаті.

## Виступи за збірні
У 2007 році дебютував у складі юнацької збірної Йорданії, взяв участь у 5 іграх на юнацькому рівні, відзначившись 4 забитими голами. Протягом 2010–2014 років залучався до складу молодіжної збірної Йорданії. На молодіжному рівні зіграв у 23 офіційних матчах, забив 13 голів.
У 2011 році дебютував в офіційних матчах у складі національної збірної Йорданії. Наразі провів у формі головної команди країни 42 матчі, забивши 8 голів.
У складі збірної був учасником кубка Азії з футболу 2015 року в Австралії.

## Титули і досягнення
- Володар Кубка Еміра Кувейту (1):

«Аль-Кувейт»: 2015-16
- Чемпіон Йорданії (2):

«Аль-Вахдат»: 2017-18
«Аль-Рамта»: 2021
- Володар Суперкубка Йорданії (2):

«Аль-Вахдат»: 2018
«Аль-Рамта»: 2022